# مورفئوس (ماتریکس)

تصویر مورفئوس

مورفئوس (به انگلیسی: Morpheus) نام یکی از شخصیت‌های فیلم تخیلی آمریکایی ماتریکس است.
مورفئوس ناخدای یک هواناو به نام بخت‌النصر (Nebuchadnezzar) است. مورفیس به پیشگویی پیشگو اعتقاد دارد و همچنین اعتقاد دارد که بالاخره شخص یگانه را یافته است. او مثل مربی نئو عمل می‌کند.
ایفاگر نقش او در سه گانه ماتریکس لارنس فیشبرن است.